# La scuola della violenza
La scuola della violenza (To Sir, with Love) è un film del 1967 diretto da James Clavell e interpretato da Sidney Poitier. Il film è tratto dal romanzo To Sir, With Love di E. R. Braithwaite. Nella colonna sonora sono presenti due canzoni divenute molto note: To Sir With Love cantata da Lulu (che figura anche tra gli interpreti), e It's Getting Harder All the Time, eseguita nella scena del ballo di fine anno scolastico dal gruppo The Mindbenders.

## Trama
Mark Thackeray, ingegnere per lungo tempo disoccupato, accetta il posto di insegnante in una scuola problematica di Londra. Trovatosi di fronte a studenti molto indisciplinati e poco motivati allo studio, Thackeray decide allora di cambiare metodo, si sbarazza dei libri di testo e imposta le lezioni responsabilizzando gli alunni e cercando di prepararli alla vita adulta. In particolare, l'insegnante usa il metodo della discussione e del dibattito su alcuni temi importanti (amore, sesso, ribellione, ecc.).
Un momento fondamentale si ha quando la classe va in visita al British Museum, evento dopo il quale l'insegnante si guadagna la fiducia degli allievi.
Prima della fine dell'anno scolastico, Thackeray riceve un'offerta di lavoro ma, dopo la festa di fine corso, confrontandosi con i ragazzi che potrebbe avere l'anno successivo come studenti, decide di strappare la lettera di assunzione per dedicarsi ancora a loro.